# Kenneth Tynan
Kenneth Peacock Tynan (2 de abril de 1927-26 de julio de 1980) fue un escritor y crítico de teatro inglés. 
Formado en el elitista Magdalen College de Oxford, publicó regularmente en cabeceras de enorme prestigio, como The Observer, de Londres, o The New Yorker, de Nueva York. Durante una década fue el asesor literario de la National Theatre Company’s del Reino Unido.
Es autor de la comedia musical Oh Calcutta!, estrenada en Broadway con un gran éxito, y llevada después al West End de Londres, con el mismo impacto.
Tynan era amigo de grandes personalidades del mundo del teatro, del cine y de la literatura de su tiempo, como Orson Welles, Marlene Dietrich o Tennessee Williams. Ideológicamente situado en la izquierda marxista, intervino en los grandes debates de su tiempo: desde la revolución cubana hasta el pacifismo o la lucha contra el racismo en los Estados Unidos.
En julio del 1970 publicó en el The New Yorker un artículo sobre la ciudad de Valencia, la cual proclamó como “capital mundial del antiturismo”. Este artículo y otros dedicados a Marlene Dietrich, Roman Polanski o el torero Antonio Ordónez integraron su libro del 1976 titulado The Sound of Two Hands Clapping.
Siempre controvertido, y firme oponente de la censura en el teatro, en 1965, Tynan fue la primera persona en usar la palabra fuck («joder») en la televisión británica lo cual causó controversia en la época. Más tarde en su vida, se retiró a California a seguir su carrera de escritor.

## Angry Young Men
Entre sus más conocidas reseñas está la que escribió en 1956 sobre el estreno de Look Back in Anger escrita por John Osborne y dirigida por Tony Richardson), con un reparto, entre otros, de Mary Ure y Alan Bates y en la cual afirmó que: 
«Estoy de acuerdo en que esta obra es para el gusto de una minoría. Lo importante, sin embargo, es el tamaño de esa minoría. Yo lo calculo en unos 6 733 000 personas, lo cual corresponde al número de personas en este país de entre 20 y 30 años de edad, una cifra que se verá aumentada por personas de otras generaciones que tengan interés por saber exactamente qué piensa y siente el nuevo cachorro. Personalmente, dudo que yo pudiera amar a una persona que no quisiera ver Look Back in Anger. Es la mejor obra de su década.»